# Santa Cecilia, Chichiquila
Santa Cecilia är en ort i Mexiko.   Den ligger i kommunen Chichiquila och delstaten Puebla, i den sydöstra delen av landet, 220 km öster om huvudstaden Mexico City. Santa Cecilia ligger 1 990 meter över havet och antalet invånare är 238.
Terrängen runt Santa Cecilia är kuperad åt sydväst, men åt nordost är den bergig. Runt Santa Cecilia är det ganska glesbefolkat, med 36 invånare per kvadratkilometer. Närmaste större samhälle är Huatusco de Chicuellar, 16,0 km sydost om Santa Cecilia. I omgivningarna runt Santa Cecilia växer huvudsakligen savannskog.